# Holland nyelv
A holland, régiesen németalföldi (Nederlands  Nederlands) a germán nyelvek nyugati ágába tartozó nyelv, melyet körülbelül 22 millió ember beszél. A Belgium északi részén beszélt flamand gyakorlatilag azonos vele, a különböző elnevezés a politikai megosztásra utal. A kettőt együtt szabatosabban németalföldi nyelvként emlegetik. Legközelebbi rokona az afrikánsz, vagy más néven búr nyelv, amely eredetileg a hollandból alakult ki. A dél-afrikai holland telepesek nyelvjárásai távol az anyaországtól jelentősen differenciálódtak, s felvettek német, francia, fríz és bennszülött elemeket is. A holland és az afrikánsz beszélők kölcsönösen megértik egymás szavát.

## Története
A nyugati germán nyelvek egyrészt az egykori törzsek (fríz, szász, frank, bajor és sváb) szerint oszthatók fel, másrészt aszerint, hogy milyen mértékben vettek részt az ófelnémet hangeltolódásban. A mai holland nyelv jórészt az ófrankból származik, amely csak 600 körül különült el a többi alnémet nyelvjárástól.

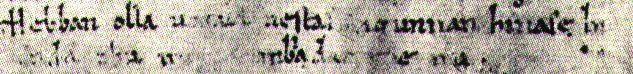
A legkorábbi ránk maradt holland nyelvemlék, a Hebban olla vogala nestas hagunnan,...

A legkorábbi ránk maradt holland nyelvemlék („Hebban olla vogala nestas hagunnan, hinase hic enda tu, wat unbidan we nu” – „Már minden madár elkezdett fészket rakni, csak te és én nem, mire várunk hát”) 1100 körül keletkezett egy flamand szerzetes tollából, az angliai Rochester kolostorában.
Korábbi nyelvemlékek is vannak ugyan: „Visc flot aftar themo uuatare” – „Egy hal úszott a vízben” és a 900 körül íródott „Gelobistu in got alamehtigan fadaer” – „Hiszel-e Istenben, mindenható Atyában”, de vitatott, hogy ezek valóban óhollandul vannak; Luc De Grauwe professzor, a ghenti egyetem tanára inkább óangolnak tartja őket. Ebben a korban ugyanis a nyugati germán nyelvek még kevéssé távolodtak el egymástól, így nem könnyű különbséget tenni köztük.
Az egységesülés a középkorban indult el, különösen a burgundi herceg brüsszeli udvarának befolyása alatt. Ebben az időben a köznyelv alapja a flandriai és brabanti nyelvjárás lett. A XVI. században felerősödött az egységesülés folyamata, ekkor már az antwerpeni polgárság nyelvhasználata alapján. 1585-ben Antwerpen a spanyol hadsereg kezébe került, sokan Holland tartományba (értsd: a mai Hollandia nyugati részére) menekültek, erős hatást gyakorolva az ottani dialektusokra. 1618-ban elkészült az első nagyobb holland bibliafordítás, amit a fiatal Holland Köztársaságban bárki megértett. Ez különböző alszász nyelvjárások elemeit is felhasználta ugyan, de nagyrészt a hollandi polgárság nyelvén íródott.

## Elnevezései más nyelveken
Hollandia és Belgium mozgalmas történelme miatt a nép és a nyelv elnevezései jóval változatosabb képet mutatnak, mint más népek, nyelvek esetében.
Az angol Dutch szó az ógermán theodisk-ből ered, ami népit, hazait jelent (az alapszava pedig egész egyszerűen törzset – nem ritka népi önelnevezésekben, hogy az alapjelentés egyszerűen „ember” legyen); idővel a nemzetközi és tudományos élet, az írásbeliség, az oklevelek és az egyház latinjával szemben. Ugyanez a szó a németek önelnevezése, a deutsch, és ennek a tőnek egy régies alakja őrződött meg az olasz tedesco-ban is. A szó persze nem egyenes ágon öröklődött a modern angolba, hanem a németből vette át; az angolok valaha dutchnak neveztek minden, a kontinensen élő germán nyelvű népet. Peter Heylyn 1677-ben megjelent Cosmography in four books containing the Chronography and History of the whole world című könyvében dutchnak nevezi azt a nyelvet, amit Magyarország egyes vidékein beszéltek. Persze a németre gondolt.
A hollandok önmagukat és nyelvüket Nederlands-nak, magyarul németalföldinek nevezik (szó szerint: alföldi). Ezt a szót használja még az afrikánsz (Nederlands), az alnémet (nederlannsch), az angolszász (niðerlandisc), a baszk (neerlandera), a dán (nederlandsk), az eszperantó (nederlanda), a francia (néerlandais), a fríz (nederlânsk), a latin (nederlandiensis), a lengyel (niderlandzki), a német (niederländisch), a norvég (nederlandsk) és a román (neerlandeză), de példának okáért a szlovén nyelv is nizozemski, nizozemščina névvel illeti, ami szó szerint annyit tesz mélyföldi.
Németalföld legfontosabb tartományának, Hollandnak a nevét vette át a magyar nyelv, valamint a dán (hollandsk), az észt (hollandi keel), az ír (ollainnis), az izlandi (hollenska), a német (holländisch), a jiddis (האָלענדיש, holendish), az olasz (olandese) és a román (olandeză), sőt az említett szlovén is ismeri a holandski, holandščina elnevezést, ám ennek használata igen ritka a nizozemski-hez képest Szlovéniában.
Spanyolul a hivatalos elnevezése neerlandés (francia átvétel), de a Spanyol Királyi Akadémia által éppúgy elfogadott és használatos az holandés szó is (amely szigorú értelemben véve csak a Hollandban beszélt nyelvjárás neve).
Egy másik tartomány, Flandria nevét alkalmazza a nyelvre a dán (flamsk), a török (flemenkçe), továbbá néha a magyar (flamand) és az angol (Flemish).
Az indonéz belanda elnevezés annyit tesz: fehér ember; a szó nyilván a holland telepesek emlékét őrzi. A nederlands, tehát alföldi szó szerinti fordítása a cseh nizozemština és a szlovén nizozemščina. Ismeretlen eredetű a walesi iseldireg és a korni iseldiryek.

## Hangtana
Hangtanilag a holland az alnémet nyelvekhez, nyelvjárásokhoz áll közel, hiszen a felnémet hangváltásban nem vett részt.

## Nyelvtana

### Nemek
A germán alapnyelvi hím- és nőnem a hollandban összeolvadt, ilyenformán a főnevek két csoportra oszlanak: közneműekre (de névelővel) és semlegesekre (het névelővel). A legtöbb nyelvkönyv így, de és het-szavakként említi őket. A két nyelvtani nem összeolvadása egyébként a legutóbbi időben következett be: Zugor István 1968-ban megjelent holland-magyar szótára, hasonló korabeli más nyelvkönyvekkel együtt, még külön jelzi a hím- és a nőnemet. Nyelvvédők panaszai szerint a semlegesnem is beolvadóban van.
A szavak nemét nem határozza meg semmilyen szabály, bár néha a végződésből sejthető (például -ij és -ing végű szavak közneműek). A némettudás is segítséget nyújthat a nemek megállapításában, hiszen a német hím- és nőnemű szavak a hollandban jobbára közneműek, a német semleges szavai pedig jobbára a hollandban is semlegesek. Viszont kivételek is akadnak: például das Auto a németben semleges, de auto a hollandban köznemű, die Prosa a németben nőnemű, het proza a hollandban semleges.
Előfordul, hogy a névelőnek jelentésmegkülönböztető szerepe van: de portier portást jelent, het portier az autó ajtaját. De blik jelentése pillantás, het blik-é bádog. Egyes szavak esetében a névelő a jelentést nem, de a stílust módosítja: schilderij festményt jelent, de névelővel irodalmias, het névelővel köznyelvi stílusban.

### Névszók
A szintetikus germán névszóragozás a hollandban eltűnt, illetve analitikussá vált, ragok helyett elöljárókkal fejezik ki a nyelvtani viszonyokat, a birtokos esetet a van elöljáróval: het huis van de vrouw – „a nő háza”, a részes esetet az aan szóval: geef fooien aan de kelner – „adj borravalót a pincérnek”.
Az analitikus szerkezetek előbb délen, Belgiumban hódítottak teret (ugyancsak a legutóbbi időben, talán éppen az analitikus francia nyelv hatására), majd innen terjedtek észak felé. A régies, németre emlékeztető ragos főnevek és névelők ma már csak egyes állandósult kifejezésekben élnek, például Beatrix koningin der Nederlanden – „Beatrix, Hollandia királynője” (ez áll a holland euróérméken).

### Igék
Szabályos igék: A szó szoros értelmében csak két igeidő létezik, de a nézőponttal és alakkal újabb igeidőket hozhatunk létre, mint a befejezett, jövő. A hollandban összesen nyolc alap igeidő létezik.
Egyéb ragozások: feltételes mód, folyamatos mód, felszólító mód, szenvedő alakok, kötőmódok.
Rendhagyó igék: a legtöbb rendhagyó holland ige csak a múlt és befejezett igeidőkben rendhagyó. Ezeket az igéket más néven erős igéknek is nevezzük, a gyenge (szabályos) igékkel szemben.
Segédigék: Akárcsak az angolban, a hollandban is használatosak segédigék. A befejezett igeidőkben használatosak, illetve az eredeti ige jelentésének módosítására.
A hollandban gyakori a több tagból álló összetételek képzése. Ezen szokásukat az igékre is alkalmazzák. Az összetett ige egy igéből és egy másik szóból áll össze. A szétváló összetett igék ragozáskor szétesnek - vissza az eredeti darabjaikra -, a nem szétválóak sértetlenek maradnak.

## Helyesírása
A holland helyesírás egyik érdekes fejezete a hosszú magánhangzók írásmódja: ha a szó utolsó szótagjában állnak, kettőzve írjuk őket, más esetekben csak egy betűvel, annak ellenére, hogy a kiejtésük nem változik. Például az ik maak (én csinálok, ejtsd ik mák) kifejezést két a-val írjuk, a ze maken-t (ők csinálnak, ejtsd zö mákö) eggyel, mert a ragozott alakban a hosszú magánhangzó már nem az utolsó szótagban van. Ugyanez a viszony van a boom (fa, ejtsd bóm) szó és többes számú alakja (bomen, ejtsd bómö) között. Összetett szavakban a tagok külön értelmezendők, az első tag végén is kettőzve írjuk a hosszú magánhangzót, például a raadhuis (városháza) szóban.
- Ennek magyarázata
- A holland nyelvben megkülönböztetünk zárt és nyílt szótagokat:

Zárt:
bed - [bed]
grot - [hhrot]
Nyílt:
ma-ken - [mákən]
gro-te - [hhrótə]
Nyílt szótagban lévő szimpla magánhangzókat hosszúnak kell ejteni
- csinálni - maken [mákən]
- Az igetövet az -en levágásával 'mak'-t kapnánk. Ennek kiejtésében az a-t röviden ejtjük, így tehát elveszne a hosszúsága. Hogy megtartsuk, meg kell kettőznünk. Így tehát a helyes tő: 'maak'

E/1 Ik maak (tő);
E/2 Jij maakt (tő+t); Maak jij? (tő);
E/3 Hij/Zij/Het maakt (tő+t);
T/1 Wij maken (főnévi igenév);
T/2 Jullie maken (főnévi igenév);
T/3 Zij maken (főnévi igenév);
- Szó végén nem állhat két azonos mássalhangzó, tehát a drukken (nyomtatni) ige töve druk. Ezen szabály értelmében a 't' betűre végződő igetövű főnevek nem kapnak személyragot E/2 és E/3-ban.

weten (tudni), eten (enni)
E/1 Ik weet, eet (tő);
E/2 Jij weet, eet (tő+t); Weet jij? Eet jij?
E/3 Hij/Zij/Het weet, eet (tő+t);
T/1 Wij weten, eten (főnévi igenév);
T/2 Jullie weten, eten (főnévi igenév);
T/3 Zij weten, eten (főnévi igenév);
- Szó végén soha nem állhat v, helyette f-et írunk, z sem, helyette s-et.

schrijven (írni) igének a töve tehát schrijf;
leven (élni) igetöve leef;
reizen (utazni) igetöve reis;
lezen (olvasni) igetöve lees
Egyéb példák:
huizen (házak) egyes száma huis;
brieven (levelek) egyes száma brief
- A magánhangzó feletti két pont (holland neve trema) nem hangváltást jelez, mint a németben: azt mutatja, hogy a betűt külön, a szomszédos betűktől függetlenül kell ejteni, tehát az nem egy diftongus része. Például Izraël nevében az ae betűkapcsolatot aa-nak(!) megfelelő hanggal jelölnék, ha nem lenne ott a két pont. Összetett szavakban is alkalmazzák, ha a szóhatárokon magánhangzók kerülnek egymás mellé. Ilyenkor magyar szemnek egészen furcsa szóalakok is létrejöhetnek, akár három-négy azonos betű is állhat egymás mellett, például tweeëntwintig (=huszonkettő, tulajdonképpen twee-en-twintig).
- Ha egy szó, illetve szótag hangsúlyos ejtését írásban is jelölni akarják, vesszőt tesznek a magánhangzóra. Például a nu (=most, ejtsd nü) szót reklámtáblákon gyakran látni ékezettel (nú), ha egy „csak most” érvényes leárazásra hívják fel a figyelmet. Ha a hangsúlyos szótag hosszú magánhangzót tartalmaz, mindkét betűre kiteszik a vesszőt: een hond (=egy kutya, itt az een határozatlan névelő) – één hond (=egy kutya, itt az één számnév, tehát egy darab kutyáról van szó). Een és één kiejtése nem azonos. Az een mint határozatlan névelő kiejtése rendhagyó: [ən]. Az één kiejtése [é(j)n]. Ezenkívül a vessző jövevényszavakban is előfordul (például café).